# Blenina similis
Blenina similis är en fjärilsart som beskrevs av Embrik Strand 1917. Blenina similis ingår i släktet Blenina och familjen trågspinnare. Inga underarter finns listade i Catalogue of Life.